# Lichtingerstraße 28 (München)

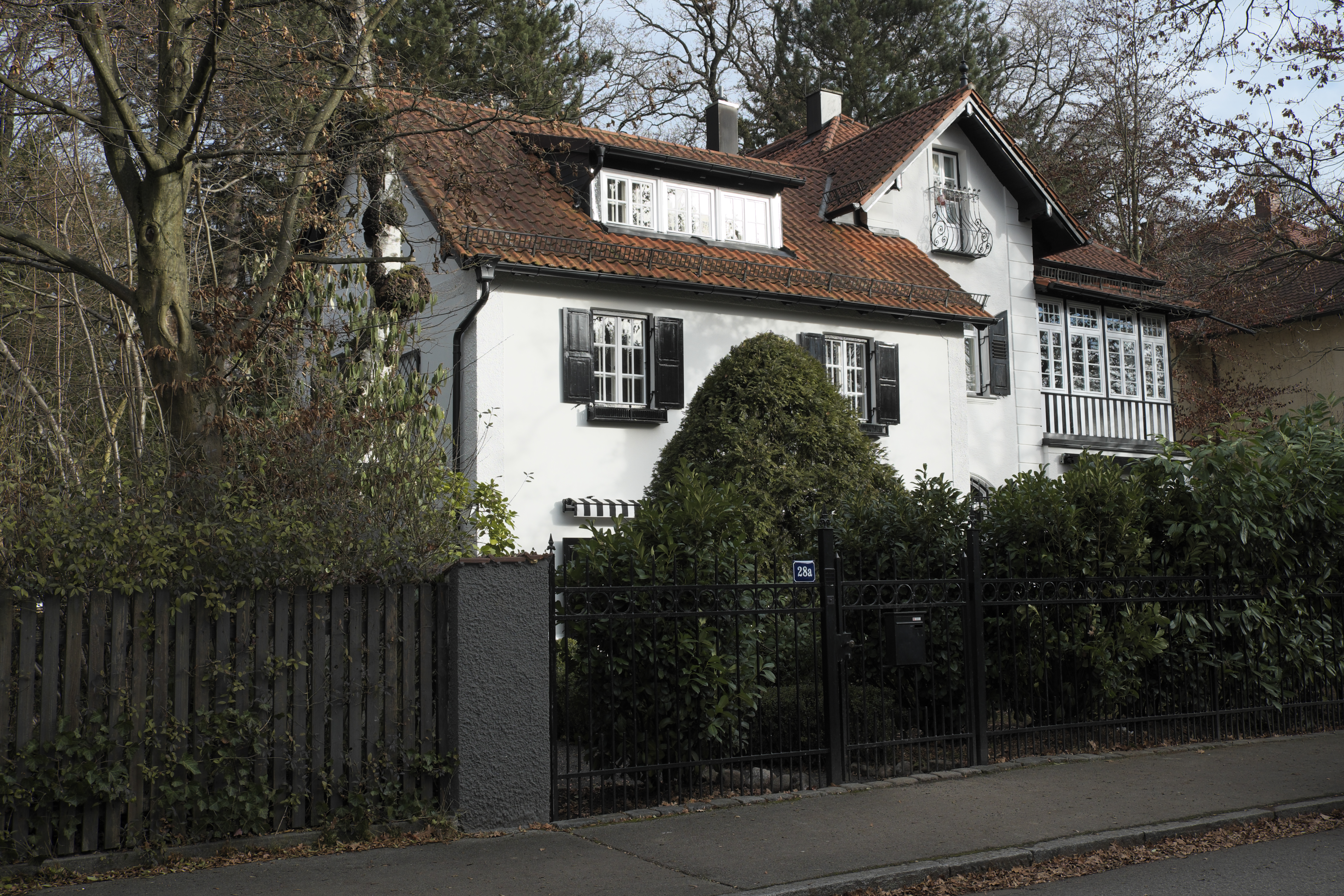
Haus Lichtingerstraße 28 im Stadtteil Pasing von München

Das Gebäude Lichtingerstraße 28 im Stadtteil Pasing der bayerischen Landeshauptstadt München wurde 1903 errichtet. Die Villa, die nach Plänen des Architekten Andreas Buchinger erbaut wurde, ist ein geschütztes Baudenkmal.
Der Bau mit Zwerchhaus-Risalit und Veranda, der zur Waldkolonie Pasing gehört, wurde 1922 mit einem linksseitigen Anbau versehen. Das Nachbarhaus, die Nr. 26, entspricht dem gleichen Typus und wurde ebenfalls von Andreas Buchinger erbaut. 